# Chrám Narození Páně (Ternopil)
Chrám Narození Páně je pravoslavný chrám (cerkev) Ukrajinské autokefální pravoslavné církve v městě Ternopilu v Ternopilské oblasti.

## Historie
Současný kamenný chrám byl vystavěn na počátku 17. století na místě původního dřevěného chrámu a vysvěcen byl na Vánoce roku 1609.
V roce 1946 všechny chrámy Ukrajinské řeckokatolické církve získala Ruská pravoslavná církev. Nakonec
80. léta 20. století chrám Narození Páně získala Ukrajinská autokefální pravoslavná církev.